# Lincoln County (Mississippi)
Das Lincoln County ist ein County im US-Bundesstaat Mississippi. Das U.S. Census Bureau hat bei der Volkszählung 2020 eine Einwohnerzahl von 34.907 ermittelt.
Der Verwaltungssitz (County Seat) ist Brookhaven, das nach der gleichnamigen Stadt in New York benannt wurde. Das County gehört zu den Dry Countys, was bedeutet, dass der Verkauf von Alkohol eingeschränkt oder verboten ist.

## Geographie
Das County liegt im mittleren Südwesten von Mississippi, ist im Süden etwa 45 km von Louisiana entfernt und hat eine Fläche von 1523 Quadratkilometern, wovon sechs Quadratkilometer Wasserfläche sind. Es grenzt an folgende Countys:
| Jefferson County | Copiah County |                 |
| Franklin County  |               | Lawrence County |
| Amite County     | Pike County   | Walthall County |

## Geschichte
Das Lincoln County wurde am 7. April 1870 aus Teilen des Amite-, Copiah-, Franklin-, Lawrence- und Pike County gebildet. Benannt wurde es nach Abraham Lincoln, dem 16. Präsidenten der Vereinigten Staaten.
15 Bauwerke und Stätten des Countys sind im National Register of Historic Places eingetragen (Stand 2. Februar 2018).

## Demografische Daten

Alterspyramide des Lincoln Countys (Stand: 2000)

Nach der Volkszählung im Jahr 2000 lebten im Lincoln County 33.166 Menschen in 12.538 Haushalten und 9.190 Familien. Die Bevölkerungsdichte betrug 22 Personen pro Quadratkilometer. Ethnisch betrachtet setzte sich die Bevölkerung zusammen aus 69,38 Prozent Weißen, 29,67 Prozent Afroamerikanern, 0,17 Prozent amerikanischen Ureinwohnern, 0,24 Prozent Asiaten, 0,01 Prozent Bewohnern aus dem pazifischen Inselraum und 0,16 Prozent aus anderen ethnischen Gruppen; 0,37 Prozent stammten von zwei oder mehr Ethnien ab. 0,69 Prozent der Bevölkerung waren spanischer oder lateinamerikanischer Abstammung, die verschiedenen der genannten Gruppen angehörten.
Von den 12.538 Haushalten hatten 34,9 Prozent Kinder unter 18 Jahren, die mit ihnen lebten. 54,9 Prozent waren verheiratete, zusammenlebende Paare, 14,7 Prozent waren allein erziehende Mütter und 26,7 Prozent waren keine Familien. 24,4 Prozent aller Haushalte waren Singlehaushalte und in 11,5 Prozent lebten Menschen im Alter von 65 Jahren oder darüber. Die durchschnittliche Haushaltsgröße lag bei 2,59 und die durchschnittliche Familiengröße bei 3,08 Personen.
26,7 Prozent der Bevölkerung war unter 18 Jahre alt, 9,5 Prozent zwischen 18 und 24, 27,6 Prozent zwischen 25 und 44, 22,3 Prozent zwischen 45 und 64 Jahre alt und 13,9 Prozent waren 65 Jahre oder älter. Das Durchschnittsalter betrug 36 Jahre. Auf 100 weibliche kamen statistisch 92,2 männliche Personen und auf 100 Frauen im Alter von 18 Jahren oder darüber kamen 88,6 Männer.

Das durchschnittliche Einkommen eines Haushaltes betrug 27.279 USD, das einer Familie 33.552 USD. Männer hatten ein durchschnittliches Einkommen von 29.060 USD, Frauen 18.877 USD. Das Prokopfeinkommen lag bei 13.961 USD. Etwa 16,0 Prozent der Familien und 19,2 Prozent der Bevölkerung lebten unterhalb der Armutsgrenze.

## Städte und Gemeinden
| - Auburn - Bogue Chitto - Brookhaven | - East Lincoln - Ruth |